# Encephalartos arenarius
Encephalartos arenarius (R.A.Dyer) es una planta perteneciente a la familia Zamiaceae.

## Etìmologia
El nombre de esta planta proviene de la palabra latina "arenarius", que significa la arena porque la planta es endémica en lugares donde hay una playa de dunas de arena profunda.

## Descripción

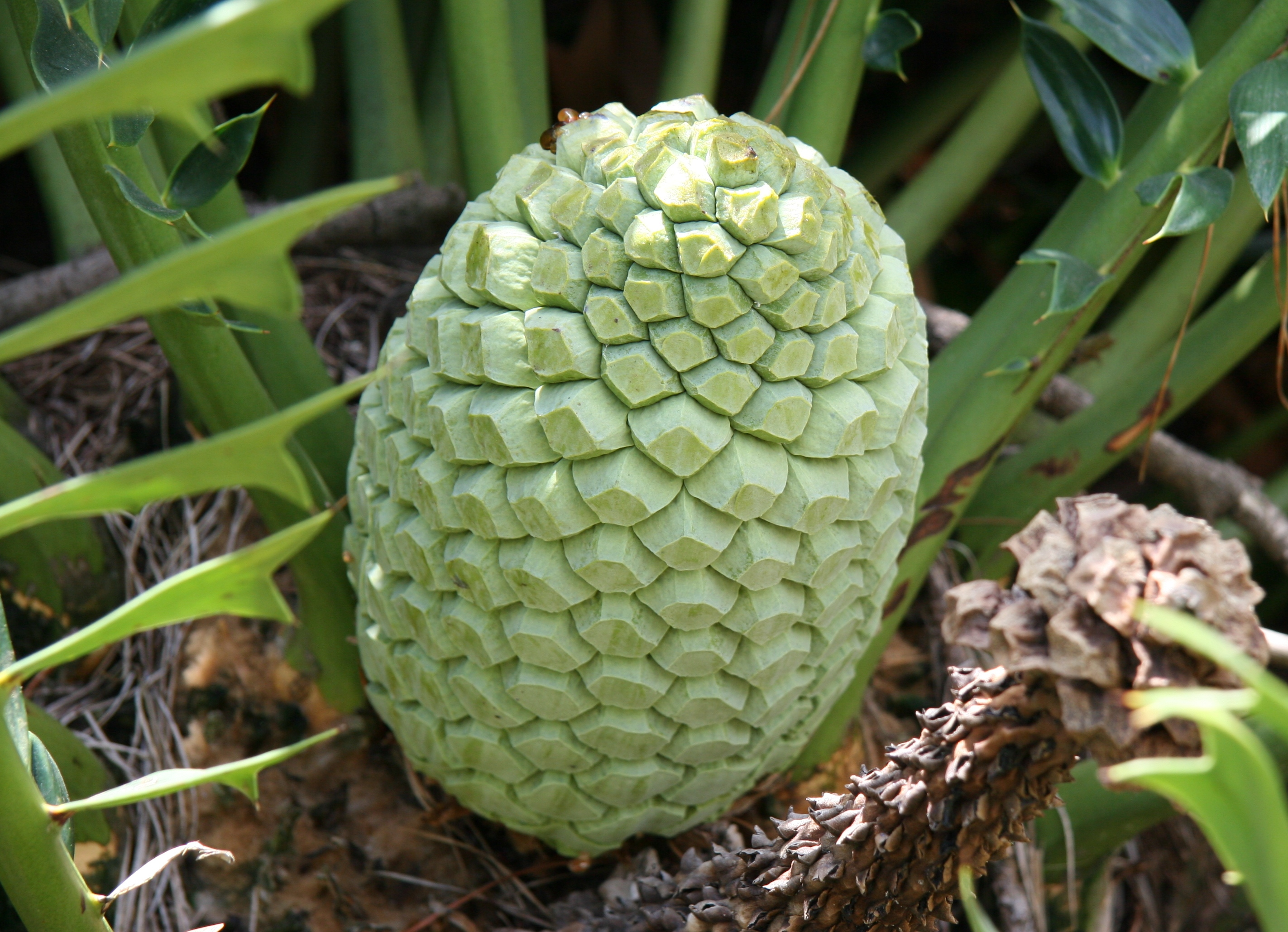
Cono.

Esta planta tiene un tallo enterrado parcialmente en forma de huevo, con un diámetro de 20–30 cm y una altura de un metro de la madre.
Hojas lanceoladas, de forma irregular retorcida sobre sí mismos, y de 100 a 150 cm de largo, se compone de hojas coriáceas dispuestas alternativamente en la columna vertebral. La base del peciolo es glabro y tomentosas en la cara dorsal de la ventral.
Es una especie dioica, con conos de largo 50 a 60 cm y 25–30 cm de diámetro.
Las semillas son de 20–25 mm de ancho. Son de color rojo y de forma aproximadamente esférica.

## Distribución y hábitat
El hábitat "de la planta se limita a una pequeña área cerca de Alejandría, en la provincia del Cabo, Sudáfrica, en la mezcla de matorral de profundidad los sistemas de dunas de arena de la playa vieja Encephalartos Altenstein crecimiento cercano, y uno o dos sospechosos son híbridos conocidos.

## Conservación
La Lista Roja de la UICN clasifica E. arenarius como especie en peligro de extinción (en peligro)
La especie está incluida en el Apéndice de la Convención sobre elInternacional de Especies Amenazadas (CITES)